# Alomya
Alomya (лат.) — род наездников из подсемейства Ichneumoninae семейства ихневмонид (Ichneumonidae).

## Распространение
Распространены в Палеарктике. Описано около 10 видов.

## Описание
Среднего размера наездники, длина тела в среднем 1—2 см. Основная окраска красновато-чёрная. Ямки на заднещитике отсутствуют, вертлуги передних ног состоят из одного сегмента (у других представителей подсемейства ихневмонин ямки развиты, а вертлуги двухчлениковые). Представители рода — эктопаразиты мелких чешуекрылых.

## Список видов
Некоторые виды рода:.
- Alomya cheni  He & Chen, 1990
- Alomya debellator  (Fabricius, 1775)
- Alomya japonica  Uchida, 1929
- Alomya punctulata  (Schellenberg, 1802)
- Alomya pygmaea Heinrich
- Alomya semiflava  Stephens, 1835
- Alomya telenga  Abdinbekova, 1961
- Другие виды